# Kínai opera
A kínai opera (kínai: 戏曲/戲曲; pinjin: xìqǔ, magyaros átírás szerint: hszicsü) egy népszerű drámai és színházi stílus Kínában, melynek eredete az i.e. 3. századra tehető. A kínai operának számos ága van, melyek közül a legnevezetesebb a pekingi opera (csingcsü) ((jingju)).

## Történelem

### Dinasztiák kora
A Három királyság korában a canjun opera az egyik első kínai operai forma volt. A kínai opera a Tang-dinasztiában egyre szervezettebb formát öltött Hszüan-cung kínai császár (Xuanzong kínai császár) (712-755) idején, aki megalapította a Körte Kert (梨园/梨園; líyuán, lijüan) nevű első ismert operatársulatot Kínában. A társulat jellemzően a császár személyes örömére játszott.
A Jüan-dinasztia idején (1279-1368) bekerült az operai műfajba a cacsü (zaju) (雜劇, szórakoztató darab), mely verselésre épült, illetve az egyes specializált szerepek, mint a dan (旦, női szerep), seng (sheng) (生, férfi szerep), hua (花, festett arc) és a csou (chou) (丑, bohóc szerep).
A Ming (1368-1644) és a Csing-dinasztia (1644-1912) jellemző típusa a kuncsü (kunqu) volt, mely Csiangnan (Jiangnan) területéről, Vu (Wu)ból származik. Ez később tovább fejlődött egy hosszabb darabbá, ez volt a csuancsi (chuanqi), mely a szecsuani opera öt dallamának egyikévé vált. Jelenleg a kínai operának 368 műfaja létezik, ezek közül a legismertebb a pekingi opera, mely a 19. század közepére érte el jelenlegi formáját és a Csing-dinasztia kései időszakában vált népszerűvé.

### 1912 - 1949
A hagyományos kínai színházban - főként a Jüan-dinasztiában - a darabokat sosem köznyelvi kínai nyelven adták elő, és minden esetben énekes darabok voltak. A szereplők számos színpompás maszkot használtak. A 20. század fordulóján kínai tanulók tértek vissza külföldről és nyugati darabokkal kezdtek kísérletezni. Az 1919-es május 4-e mozgalom után számos nyugati darab került színpadra és a kínai drámaírók is ezt a stílust kezdték követni. Az új stílusú írók egyike volt Cao Jü (Cao Yu) (1910 - ?), akinek 1934 és 1940 között készült főbb műveit - Thunderstorm, Sunrise, Wilderness, Peking Man - széles körben olvasták Kínában.
Az 1930-as években a színházi műveket az utazó Vörös Hadsereg társulatai kommunisták által irányított területeken adták elő, tudatosan a párt céljainak és politikai nézeteinek terjesztésére felhasználva azt. Az 1940-es évekre a színházi művészet jól kiépült a kommunista területeken.

### 1949-től napjainkig

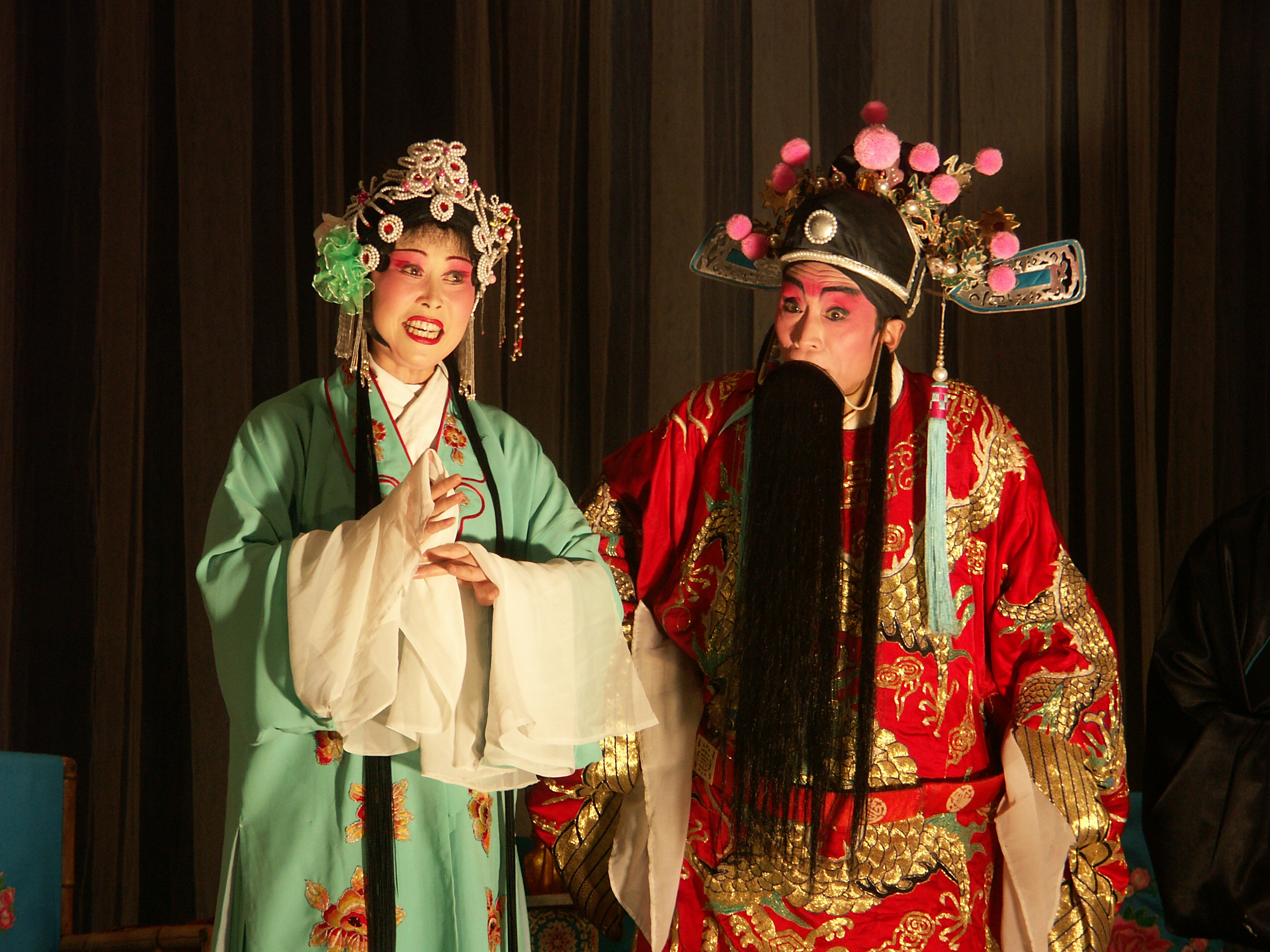
Szecsuani opera előadás Csengtu (Chengdu)ban

A Kínai Köztársaság korai éveiben támogatták a pekingi opera fejlődését, számos új történelmi és modern témájú darabot írtak és a korábbi darabokat is játszották. Mint népszerű stílus, az opera általában a művészeti irányzatok között első volt abban, hogy a kínai politikai helyzetet tükrözze. A kulturális forradalom idején az opera társulatokat feloszlatták, az előadókat és írókat üldözték, és a forradalmi opera kivételével a darabokat betiltották. 1976-ban a Négyek bandájának bukása után a pekingi opera újjáéledt és népszerűsége folytatódott mind a színpadon, mind a televízióban.

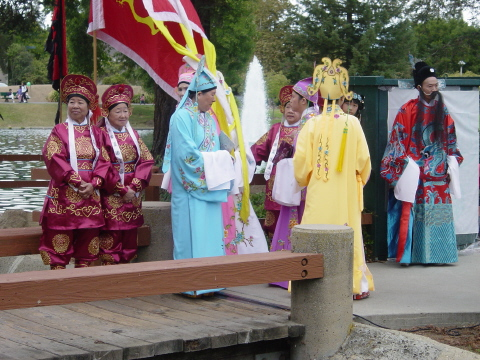
Opera jelmezek

A kulturális forradalmat követően régi és újabb művek is feltűntek. Kínai és külföldi darabok is bekerültek a nemzeti műsorba. Az újabb művek az aktuális politikai hangulat változásai szerint találtak támogatásra vagy elutasításra. Az egyik legőszintébb író Sa Je-hszin (Sha Yexin) vitatott művét, a The Impostert - mely keményen szólt a párttagok közötti részrehajlás és mellékes jövedelmek témájáról - 1979-ben rendezték meg. Az 1980-as évek elején a darabot Hu Jao-pang (Hu Yaobang) főtitkár kritizálta. Ez volt az első nyilvános beavatkozás a művészetekbe a kulturális forradalom óta. 1981-83 között Sa (Sha) darabjai ismét bírálat alá kerültek. 1985-ben az írót felvették a Kínai Kommunista Pártba és a sanghaji People's Art Theater vezetőjévé tették, ahol tovább gyártotta vitatott tartalmú műveit.

## Fordítás
Ez a szócikk részben vagy egészben  a   Chinese opera című angol Wikipédia-szócikk ezen változatának fordításán alapul.  Az eredeti cikk szerkesztőit annak laptörténete sorolja fel. Ez a jelzés csupán a megfogalmazás eredetét és a szerzői jogokat jelzi, nem szolgál a cikkben szereplő információk forrásmegjelöléseként.